# جان گلدفارب، لطفاً به خانه بروید!
جان گلدفارب ، لطفاً به خانه برو!  (به انگلیسی: John Goldfarb, Please Come Home!) یک فیلم سینمایی کمدی آمریکایی محصول سال ۱۹۶۵ به کارگردانی جی. لی تامپسون و بر اساس رمان نویسنده ویلیام پیتر بلتی که در سال ۱۹۶۳ چاپ شده، می‌باشد.

## بازیگران
- شرلی مک‌لین درنقش جنی
- پیتر اوستینوف
- ریچارد کرنا درنقش گلدفارب
- جیم بکوس
- اسکات بردی
- فرد کلارک
- ویلفرید هاید-وایت
- هری مورگان به عنوان وزیر امور خارجه
- پاتریک ادیارت در نقش شاهزاده آمود
- ریچارد دیکون به عنوان وزیر دفاع چارلز مگینوت
- جروم کوان به عنوان سفیر برینکلی
- لئون آسکین به عنوان سمیر
- دیوید لوئیس به عنوان استوتل کرونکیت
- میلتون فروم به عنوان ژنرال نیروی هوایی
- چارلز لین به عنوان سردبیر مجله
- جری اورباک به عنوان پینکرتون
- جکی کوگان به عنوان پدر رایان
- سولتانا به عنوان رقصنده تخصصی
- دیک ویلسون [۴]